# Bloomberg Markets
Bloomberg Markets là một tạp chí được xuất bản sáu lần một năm (hai tháng một lần) bởi Bloomberg L.P. như một phần của Bloomberg News. Nhằm vào các chuyên gia tài chính toàn cầu, Bloomberg Markets xuất bản các bài viết về con người và các vấn đề liên quan đến thị trường tài chính toàn cầu. Bloomberg Markets có trụ sở tại Thành phố New York, có độc giả ở 147 quốc gia. Hơn một nửa số độc giả của Bloomberg Markets sống bên ngoài Hoa Kỳ.
Tính đến tháng 12 năm 2011, tạp chí đã có số lượng phát hành là 375 000 bản và được bày bán tại các hiệu sách và quầy báo chọn lọc. Tất cả những người đăng ký dịch vụ Bloomberg Professional và Bloomberg Terminal cũng nhận được Bloomberg Markets như một phần đăng ký của họ. Doanh số sạp báo đạt trung bình 6154 trong năm 2010.